# Spinicauda
Spinicauda ist eine Gattung der Spulwürmer mit 16 Arten. Die Vertreter sind Parasiten bei Reptilien in den Tropen und Subtropen.

## Merkmale
Vom Hauptteil der drei Lippen ragen kragenartig seitliche Kutikula-Ausläufer hervor. Männchen haben einen spitzen Schwanz mit weniger als 20 kleinen Papillen und einen bauchwärts orientierten Genitalsaugnapf, aber keine Kaudalflügel.

## Systematik
In der klassischen Systematik wird die Gattung in die Unterfamilie Spinicaudinae eingeordnet. Hodda (2022) ordnet sie dagegen in die Tribus Heterakini, Untertribus Heterakinii der Unterfamilie Heterakinae ein, dieser Systematik folgt auch das Interim Register of Marine and Nonmarine Species (IRMNG). Es listet folgende Arten:
- Spinicauda amarili Travassos, 1920
- Spinicauda australiensis Baylis, 1930
- Spinicauda dugesii Sanchez-Gumiel, Zapatero-Ramos, Castano-Fernández & Gonzalez-Santiago, 1991
- Spinicauda eryxi Agrawal, 1966
- Spinicauda fisheri Bursey & Goldberg, 2004
- Spinicauda grimmae Belle, 1957
- Spinicauda hardwickii Deshmukh & Choudhari, 1980
- Spinicauda khalili Arya, 1986
- Spinicauda moretonis Jones, 1979
- Spinicauda murhari Naidu, 1981
- Spinicauda regiensis Platt & Bush, 1979
- Spinicauda sonsinoi Linstow, 1894
- Spinicauda spinicauda Olfers, 1819
- Spinicauda sumatrana Bursey, Goldberg & Harvey, 2017
- Spinicauda voltaensis Baker & Bain, 1981

Synonyme der Gattung sind Sonsinia und Spincauda.